# Hedbulspindel
Hedbulspindel (Parapelecopsis nemoralis) är en spindelart som först beskrevs av John Blackwall 1841.  Hedbulspindel ingår i släktet Parapelecopsis och familjen täckvävarspindlar. Arten är reproducerande i Sverige. Inga underarter finns listade i Catalogue of Life.